# FN Весов
FN Весов (лат. FN Librae) — одиночная переменная звезда в созвездии Весов на расстоянии (вычисленном из значения параллакса) приблизительно 228082 световых лет (около 69930 парсеков) от Солнца. Видимая звёздная величина звезды — от +17,3m до +16,2m.

## Характеристики
FN Весов — пульсирующая переменная звезда типа RR Лиры (RR:).